# 경주 낭산 일원
경주 낭산 일원(慶州 狼山 一圓)은 대한민국 경상북도 경주시 보문동에 있는 유적분포지이다. 1968년 12월 13일 대한민국의 사적 제163호로 지정되었다.

## 개요
누에고치모양처럼 남북으로 길게 누워 낮은 구릉을 이루는 이 산은 신라 실성왕 12년(413)부터 신성하게 여겨져 성역으로 보존되어 온 곳이다.
기록에는 ‘왕이 낭산에 상서로운 구름이 서린 것을 보고 신하들에게 신령이 하늘에서 내려와 노는 곳이니 당연 복을 주는 지역이다. 이제부터는 낭산의 나무 한 그루도 베지 말라’는 명령을 내렸다고 한다.
7세기부터는 불교의 성스러운 산으로 왕실에 복을 주는 장소로 변하기 시작하였다. 선덕여왕의 유언에 따라 만든 여왕의 능을 비롯하여 신라 향가의 현장인 사천왕사지, 문무왕의 화장터로 여겨지는 능지탑, 바위에 부처를 새긴 마애불, 구황리 삼층석탑 등 신라 유적이 많이 있다.

## 참고 자료
- 경주 낭산 일원 - 국가유산청 국가유산포털